# Crisaldo Pablo
Crisaldo Pablo (...) è un regista, sceneggiatore e produttore cinematografico filippino famoso per aver diretto diversi film a tematica LGBT come  Bathhouse e Showboyz.

## Biografia
Pablo ha esordito come sceneggiatore nel 1996 lavorando alla sceneggiatura del film Rubberman di Edgardo 'Boy' Vinarao. Nel 2000 ha esordito come regista dirigendo la pellicola Tatlong ulit.
Il primo vero successo lo ottenne nel 2005 dirigendo Bathhouse. Altri film di successo da lui diretti sono stati Metlogs (Metrosexual Adventures) (2006), SEB: Cyber Game of Love (2008), Showboyz (2009), Campus Crush (2009) e Masukista (2012).

## Filmografia

### Regista
- Tatlong ulit (2000)
- Duda (2003)
- Bathhouse (2005)
- Bilog (2005)
- Metlogs (Metrosexual Adventures) (2006)
- Pitong dalagita (2006)
- Ang pinakamahabang one night stand (2006)
- Moreno (2007)
- Retaso (2007)
- SEB: Cyber Game of Love (2008)
- Lipgloss – serie TV, 2 episodi (2008)
- Quicktrip (2008)
- M2M Eyeball (2008)
- Showboyz (2009)
- Boylets (2009)
- Campus Crush (2009)
- Wait, Waiter Wait - cortometraggio (2009)
- Tutok - cortometraggio (2009)
- Queer Tales (2009) uscito in home video
- M2M Eyeball 2 - cortometraggio (2009) uscito in home video
- Freshboys: Campus Heartthrob (2009) uscito in home video
- Boarders - cortometraggio (2009) uscito in home video
- Chub Chaser (2010)
- Haba (2010)
- Mga pinakamahabang one night stand 2 (2010)
- Discreetly (2010)
- Subok (2011)
- Hinala (2011)
- Dose, trese, katorse (2011)
- Manong konstru (2011)
- Masukista (2012)
- HIV 101 in the Workplace - cortometraggio documentaristico (2013) uscito in home video
- Flying Kiss (2014)

### Sceneggiatore
- Rubberman, regia di Edgardo 'Boy' Vinarao (1996)
- Bitoy ang itawag mo sa akin, regia di Edgardo 'Boy' Vinarao (1997)
- Anting-anting, regia di Ipe Pelino (1998)
- D'Sisters: Nuns of the Above, regia di Tony Y. Reyes (1999)
- Duda, regia di Crisaldo Pablo (2003)
- Bathhouse, regia di Crisaldo Pablo (2005)
- Bilog, regia di Crisaldo Pablo (2005)
- Metlogs (Metrosexual Adventures), regia di Crisaldo Pablo (2006)
- Pitong dalagita, regia di Crisaldo Pablo (2006)
- Moreno, regia di Crisaldo Pablo (2007)
- Retaso, regia di Crisaldo Pablo (2007)
- SEB: Cyber Game of Love, regia di Crisaldo Pablo (2008)
- Quicktrip, regia di Crisaldo Pablo (2008)
- Showboyz, regia di Crisaldo Pablo (2009)
- Boylets, regia di Crisaldo Pablo (2009)
- Campus Crush, regia di Crisaldo Pablo (2009)
- Queer Tales, regia di Crisaldo Pablo (2009) uscito in home video
- M2M Eyeball 2, regia di Crisaldo Pablo - cortometraggio (2009) uscito in home video
- Mga lalake sa dilim, regia di Mon Tuesday (2010) uscito in home video
- Discreetly, regia di Crisaldo Pablo (2010)
- Hinala, regia di Crisaldo Pablo (2011)
- Masukista, regia di Crisaldo Pablo (2012)
- HIV 101 in the Workplace, regia di Crisaldo Pablo - cortometraggio documentaristico (2013) uscito in home video

### Produttore
- Bathhouse, regia di Crisaldo Pablo (2005)
- Bilog, regia di Crisaldo Pablo (2005)
- Moreno, regia di Crisaldo Pablo (2007)
- SEB: Cyber Game of Love, regia di Crisaldo Pablo (2008)
- Quicktrip, regia di Crisaldo Pablo (2008)
- Showboyz, regia di Crisaldo Pablo (2009)
- Campus Crush, regia di Crisaldo Pablo (2009)
- Wait, Waiter Wait - cortometraggio (2009)
- Tutok - cortometraggio (2009)
- Balot, regia di James Harvey Estrada - cortometraggio (2009)
- HIV 101 in the Workplace, regia di Crisaldo Pablo - cortometraggio documentaristico (2013) uscito in home video

## Riconoscimenti
- 2006 – Cinema One Originals Digital Film Festival[1]
  - Audience Award per Metlogs (Metrosexual Adventures)
  - Nomination C1 Originals Award al miglior film per Metlogs (Metrosexual Adventures)